# Johan Van Dessel

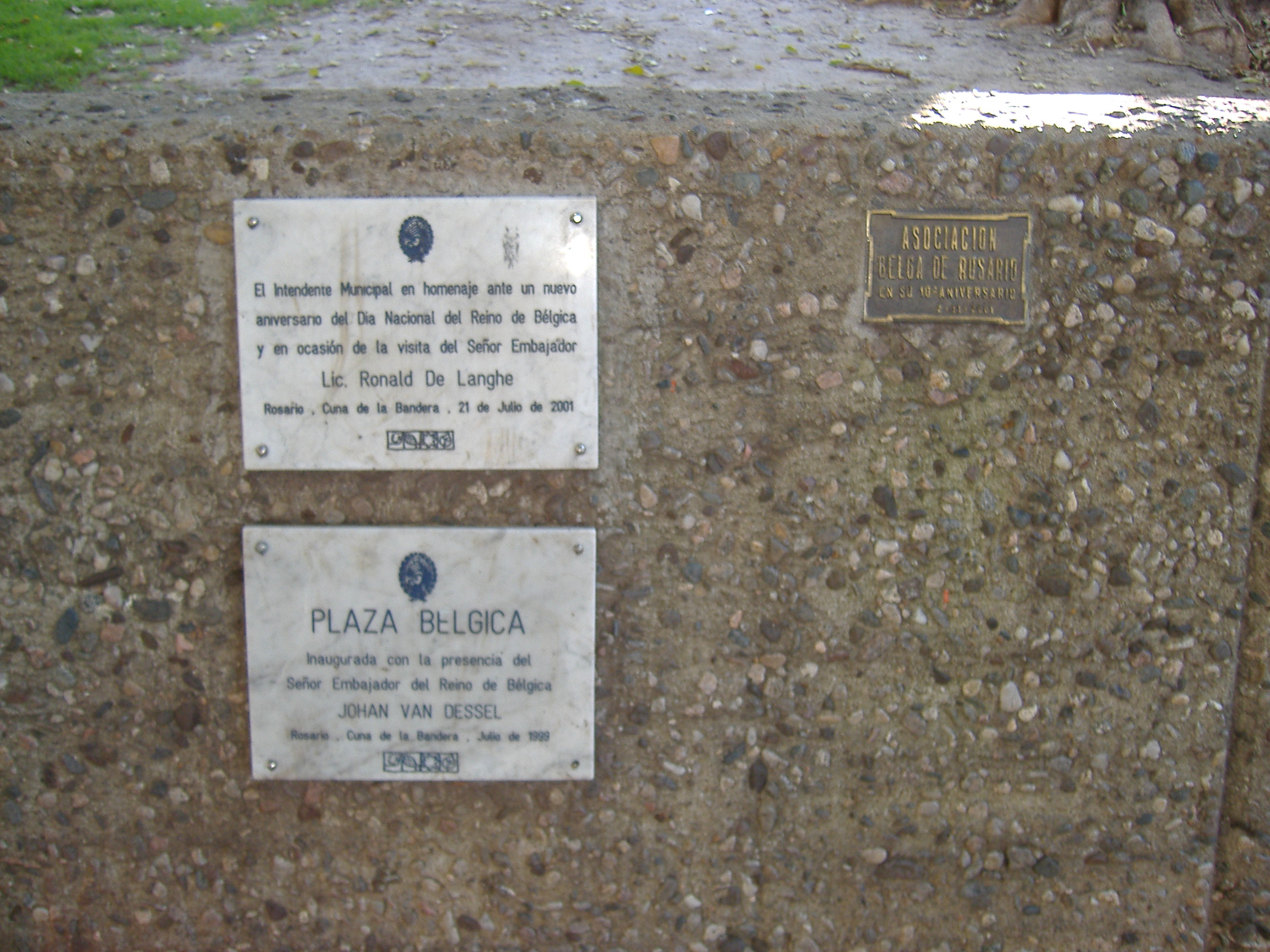
In Rosario in Argentinien gibt es eine Plaza Bélgica, die Van Dessel während seiner Amtszeit in Buenos Aires einweihte

Johan Van Dessel (* 1952) ist ein belgischer Botschafter.

## Leben
Van Dessel war vom 6. Dezember 1994 bis 10. August 1997 in Kinshasa, von 1998 bis 2000 in Buenos Aires, Argentinien
von 2003 bis 2004 in Tallinn, Estland und vom 5. August 2006 bis 13. Dezember 2010 in Helsinki, Finnland, belgischer Botschafter